# Ударник (заказник)
Ударник — гідрологічний заказник місцевого значення в Україні, об'єкт природно-заповідного фонду Полтавської області.
Розташований у Козельщинському районі Полтавської області, на захід від Козельщини, в долині річки Рудька.
Площа заказника — 39 га. Створений відповідно до Рішення Полтавської облради від 20.12.1993 р. Перебуває у віданні Козельщинської селищної ради.

## Галерея

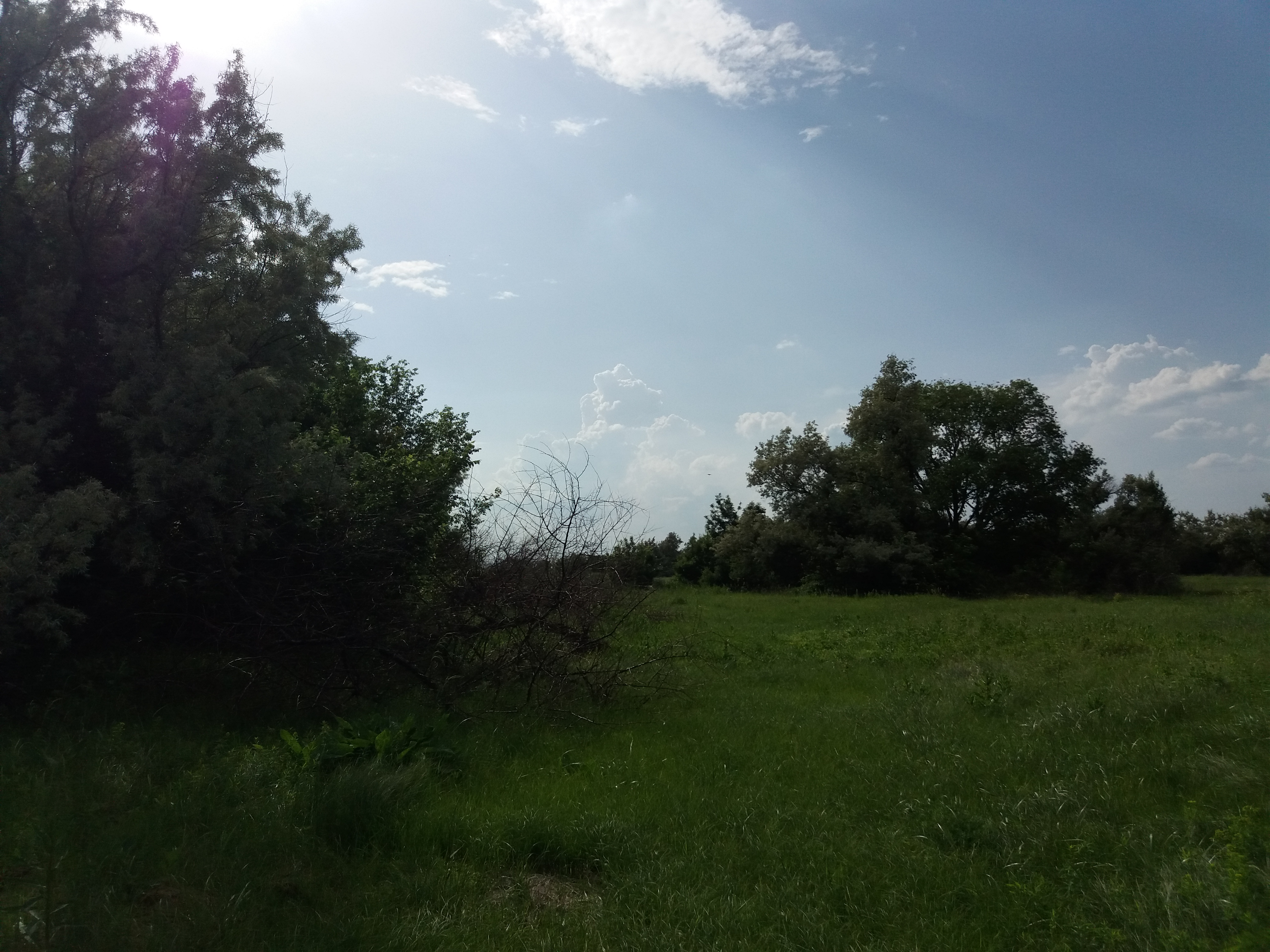
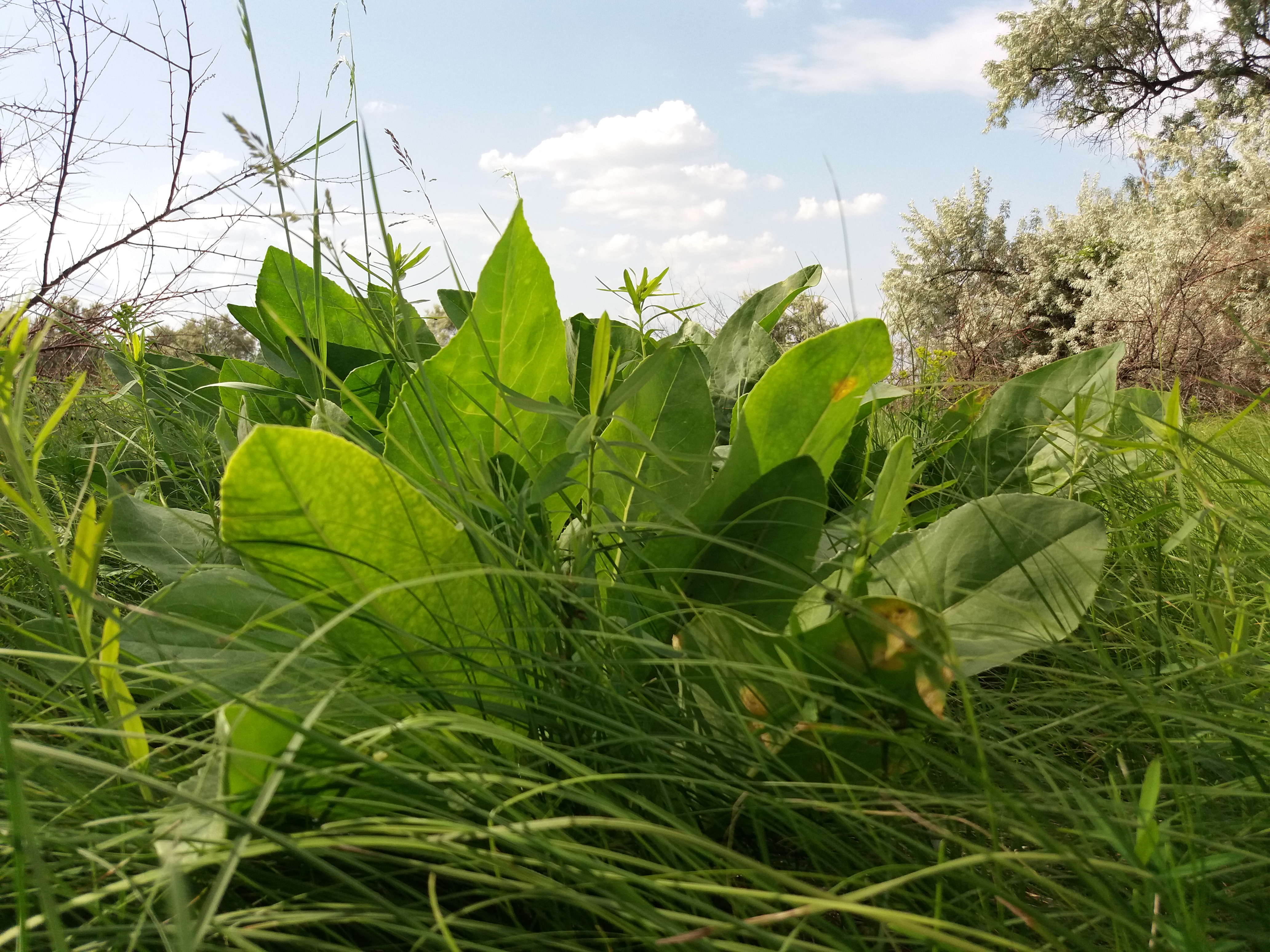
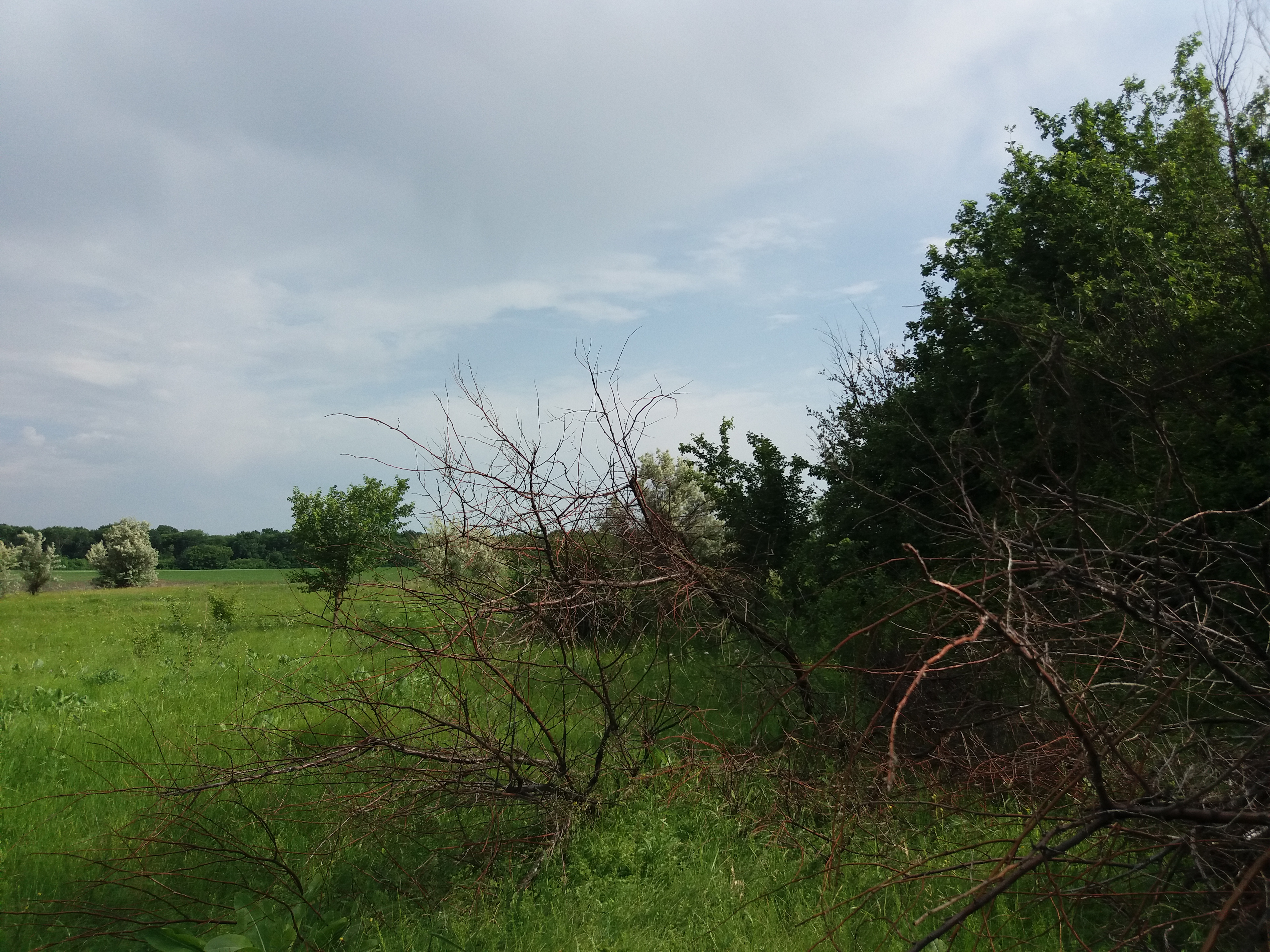
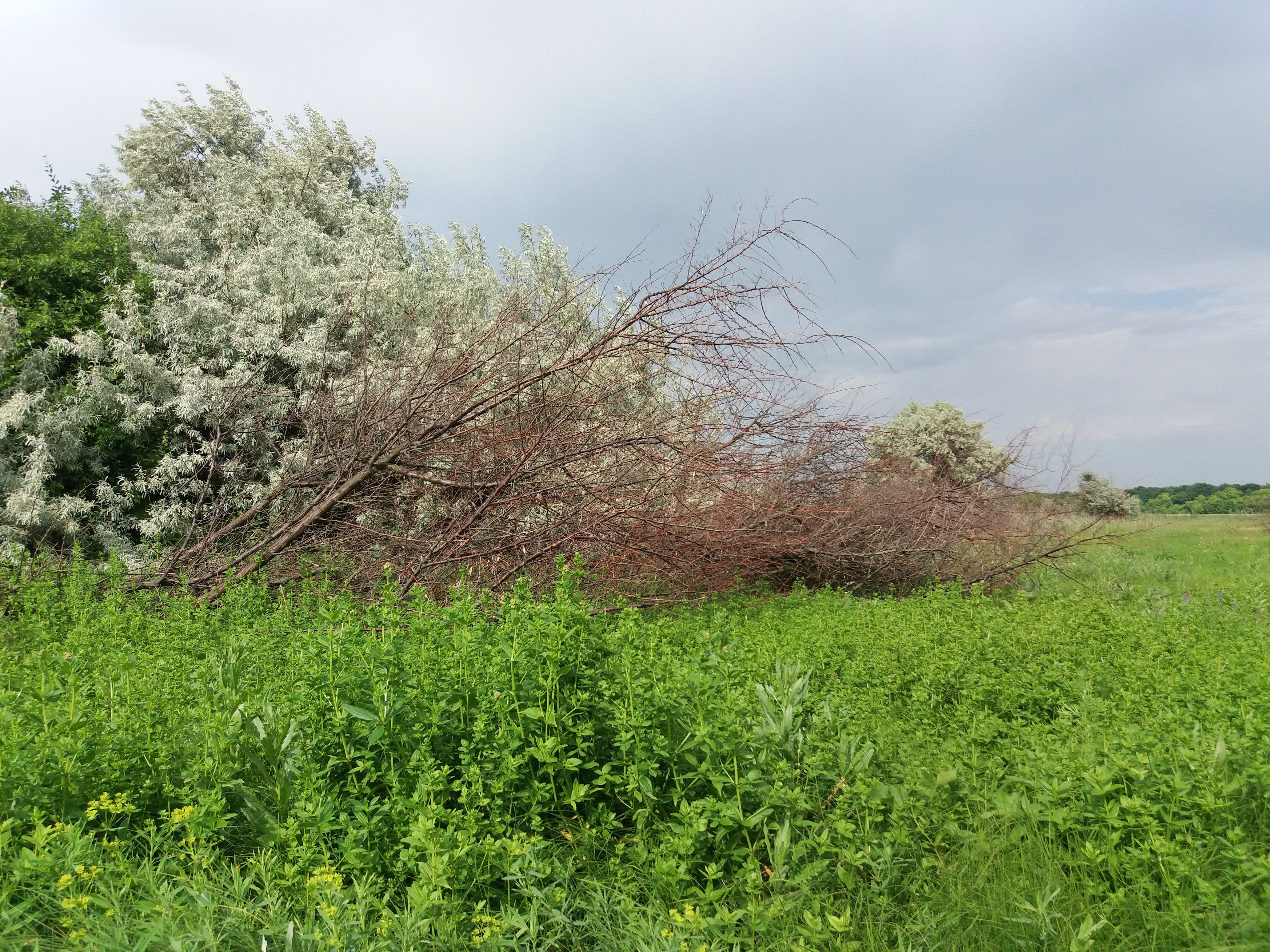